# Убийство в Марковой (1944)
Убийство в Марковой — расстрел 16 поляков и евреев немецкими оккупантами в деревне Маркова под Ланьцутом 24 марта 1944 года. Немцы, обнаружившие укрывавшихся у семьи Ульма евреев, расстреляли всю семью Ульма, включая шестерых детей в возрасте от 8 лет до года, и спасенных ими восьмерых евреев, в том числе грудного ребёнка.
Убийство в Марковой стало символом поляков, отдавших свои жизни для спасения евреев во время Холокоста в Польше.

## Укрывание евреев
На начало Второй мировой войны в Марковой под Ланьцутом жило 120 евреев (около 30 семей). Летом и осенью 1942 года большая часть из них были убиты немцами. Некоторое количество евреев нашли спасение у своих польских соседей.
Одним из семейств участвовавших в спасении евреев была семья Ульма. Юзеф Ульма (род. 1900), его жена Виктория (род. 1912) и их 6 детей — Станислава (8 лет), Барбара (6 лет), Владислав (5 лет), Францишек (4 года), Антоний (3 года) и Мария (полтора года). Юзеф Ульма был крестьянином, общественным деятелем, фотографом-любителем.
Во второй половине 1942 года семья Ульма укрыли в своём доме восемь евреев:
- Торговца скотом из Ланьцута Саула Гольдмана с четырьмя сыновьями. В Ланцуте семью Гольдман прозвали «Холь».
- Две дочки и внучка Хаима Гольдмана из Марковой — Голда Грюнфельд и Лея Диднер с маленькой дочерью.

Ульмы помогли также ещё одной еврейской семье выкопать землянку в соседнем лесу, и в дальнейшем снабжали их едой и другими вещами. Однако через некоторое время землянка была обнаружена немцами и четверо прятавшихся в ней (три женщины и ребёнок) были убиты. Факт помощи Ульмов этим беглецам не был открыт немцами.
При укрывании евреев Ульма не придерживались никаких правил конспирации. Евреи жили прямо на чердаке дома и помогали Ульмам на ферме.
Немцы обнаружили евреев у Ульма благодаря доносу местного гранатового полицейского из Ланьцута, Влодзимежа Леся. Перед войной он был в близких отношениях с семьёй Холей. После начала гонений на евреев при немцах он первоначально даже помогал Холям (в обмен на вознаграждение) и спрятал у себя их ценности. Когда немцы начали жёстко расправляться с теми, кто помогал евреям, то Лесь отказался продолжать прятать Холей и выгнал их, оставив при этом себе все ценности этой семьи. Тогда Холи и укрылись в хозяйстве Ульмов, но продолжали требовать у Леся вернуть им их вещи. Не желая расставаться с ценностями, Лесь выдал укрывавшихся евреев и прятавшую тех польскую семью немецкой полиции порядка. Перед арестом он пришёл в дом Ульмов под предлогом заказа фотографии и проверил, что Холи находятся в доме.

## Казнь
23 марта 1944 года отделение полиции порядка в Ланьцуте издало предписание прибыть в конюшню магистрата четырём возницам с телегами и ждать там дальнейших указаний. Все возницы были из разных деревень, при этом ни один из них не был из Марковой. В 1:00 ночи возницы получили указание приехать к отделению полиции и отвезти в Маркову группу немецких и гранатовых полицейских. Группой командовал лично шеф ланьцутской полиции порядка лейтенант Эйлерт Диекен, с которым выехали ещё три немца — Йозеф Кокотт (фольксдойче из Чехословакии), Михель Девульский и Эрих Вильде. В группу вошли также и четыре гранатовых полицейских. Удалось установить имена двух из них — Эустахы Кольман и Влодзимеж Лесь.
Перед рассветом фурманки прибыли в Маркову. Немцы приказали возницам остаться на околице, а сами с гранатовыми полицейскими пошли в хозяйство Ульмов. Оставив гранатовых в окружении хозяйства, немцы ворвались в дом. Прямо во сне были застрелены двое братьев Холь и Голда Грюнфельд. Затем немцы вызвали возниц, чтобы они стали свидетелями казни. Это было сделано для устрашения поляков. На их глазах были убиты остальные евреи, причём последним был убит 70-летний Саул Гольдман, отец четырёх братьев Холей. Затем немцы поставили к стене супругов Ульма. Виктория была на 8 месяце беременности. Отец и мать были убиты прямо на глазах их детей. По свидетельству врача участвовавшего позднее в эксгумации, Виктория начала рожать во время расстрела, так как головка и плечики ребёнка были снаружи трупа женщины.
После убийства супругов немцы решили убить и их детей. По приказу Диекена дети были застрелены на глазах польских возничих. Троих или четверых детей застрелил лично Кокотт, который при этом кричал полякам «Смотрите как дохнут польские свиньи, которые прятали жидов».
После расстрела, немцы начали грабить усадьбу Ульмов и вещи которые принадлежали убитым евреям. Кокотт забрал сумочку Голды Грюнфельд с драгоценностями. Грабёж достиг такого размаха, что Диекен был вынужден взять из Марковой ещё две телеги, чтобы погрузить всё украденное. Также был вызван солтыс деревни Теофил Келар, которому было поручено вызвать несколько мужчин и закопать трупы в общем могиле. Когда солтыс спросил Диекена зачем убили детей, тот ответил «чтобы деревня не имела с ними проблем». Операция закончилась попойкой на месте убийства, причём солтыс был вынужден принести немцам ещё три бутылки водки. После этого немцы и гранатовые полицейские вернулись в Ланьцут с шестью фурами вещей из усадьбы Ульмов.
По некоторым противоречивым данным, в частности по свидетельству также прятавшегося в Марковой Иегуды Эрлиха, уничтожение семьи Ульма вызвало страх у некоторых из поляков, которые прятали евреев. По его свидетельству, после убийства в округе нашли тела 24 евреев, которых их опекуны убили в страхе за свои семьи. Эти же данные приведены и институтом Яд ва-Шем. В то же время Институт национальной памяти даёт информацию что эти убийства евреев опекунами произошли не в Марковой, а в Святече за два года до смерти Ульмов. В самой Марковой, благодаря помощи поляков, войну пережил как минимум 21 еврей.

## Ответственность убийц
Вскоре после убийства семьи Ульма Влодзимеж Лесь был приговорён к смертной казни подпольным польским судом. Приговор был приведён в исполнение в сентябре 1944 года.
Из убийц под суд за убийство в Марковой попал только Йозеф Кокотт. Он был опознан и арестован в 1957 году в Чехословакии и выдан Польше. В 1958 году суд в Жешуве приговорил его к смертной казни, однако в порядке помилования Верховного совета ПНР, приговор был изменён на пожизненное заключение. Кокотт умер в тюрьме в 1980 году.
Диекен после войны работал в полиции города Эссен. В 1960 годах западногерманская полиция открыла дело по расследованию военных преступлений, совершённых им в Польше, но оно так и не было закончено до его смерти. Послевоенная судьба остальных участников расправы осталась неизвестной.

## Память
Вскоре после расстрела несколько поляков, несмотря на строжайший запрет немцев, втайне раскопали общую могилу и положили тела в отдельные гробы, которые зарыли в той же яме. Позднее это сильно облегчило идентификацию убитых. После окончания войны тела были вновь эксгумированы и семья Ульма была захоронена на католическом кладбище в Марковой. Тела евреев были захоронены в октябре 1947 года на кладбище жертв гитлеризма в Ягелле-Нехцялках.
13 сентября 1995 года семье Ульма посмертно присвоено звание «Праведники народов мира».
Убийство в Марковой стало символом всех поляков, которые были убиты немцами за помощь евреям. 24 марта 2004 года в Марковой был открыт мемориал семьи Ульма. 23 марта 2012 года было принято решение правительства о создании музея поляков, спасавших евреев. Музей имени семьи Ульма открылся 17 марта 2016 года.

### Церковное почитание
17 сентября 2003 года пельплинский епископ Ян Бернард Шляга начал беатификационный процесс по признанию Юзефа и Виктории Ульма, а также их семерых детей, включая нерожденного ребенка, блаженными Католической Церкви. 20 февраля 2017 года Конгрегация по делам святых разрешила вывести процесс беатификации семьи Ульма из дела второй группы польских мучеников и передать его ведение Пшемысльской архиепархии. 17 декабря 2022 года Папа Франциск подписал декрет о признании мученичества семьи Ульма, что открыло путь к их беатификации. Юзеф и Виктора Ульмы и их семеро детей были беатифицированы 10 сентября 2023 года. Это был первый случай беатификации целой семьи и первый случай беатификации нерожденного ребенка в истории Римско-Католической Церкви.